# エッカースドルフ
エッカースドルフ (ドイツ語: Eckersdorf) は、ドイツ連邦共和国バイエルン州オーバーフランケン行政管区バイロイト郡に属す町村（以下、本項では便宜上「町」と記述する）で、バイロイト市に隣接する。

## 地理

### 位置
エッカースドルフは、フレンキシェ・シュヴァイツの北縁、郡独立市のバイロイトからほど近い場所に位置している。海抜593mのゾフィエンベルクが近隣地域で最も標高の高いポイントである。

### 自治体の構成
エッカースドルフは、1978年の自治体再編の時代に作られた自治体である。この町は、公式には24の地区 (Ort) からなる。このうち小集落や孤立農場などを除く集落を以下に列記する。
| - ブスバッハ - ドンドルフ - エッカースドルフ - エッシェン - フォルスト - ラーム | - ノイシュテットライン・アム・フォルスト - オーバーヴァイツ - プレオフェン - ジンメルブーフ - トレーバースドルフ |

## 歴史
エッカースドルフは、1149年のギーヒブルクの協定の中で、初めて言及されている。アンデクス＝メラニエン伯家は、同家が断絶する1248年まで、現在の町域をその所領としていた。1420年にプラッセンベルクの領主が、エッカースドルフの土地を初めて獲得し、100年後には、ここを完全に自らの所領とした。1552年にこの領主の家系が滅びると、リューヒャウの領主家が、1757年にバイロイト辺境伯の手に渡るまでの間、エッカースドルフを統治した。1792年からエッカースドルフが編入されたプロイセンのバイロイト侯領は、ティルジットの和約のためフランス領となり、1810年にバイエルン王国領となった。バイエルン王国の行政改革の時代、1818年の自治体令により、現在の自治体の原型ができた。

## 文化と見所

### 建造物

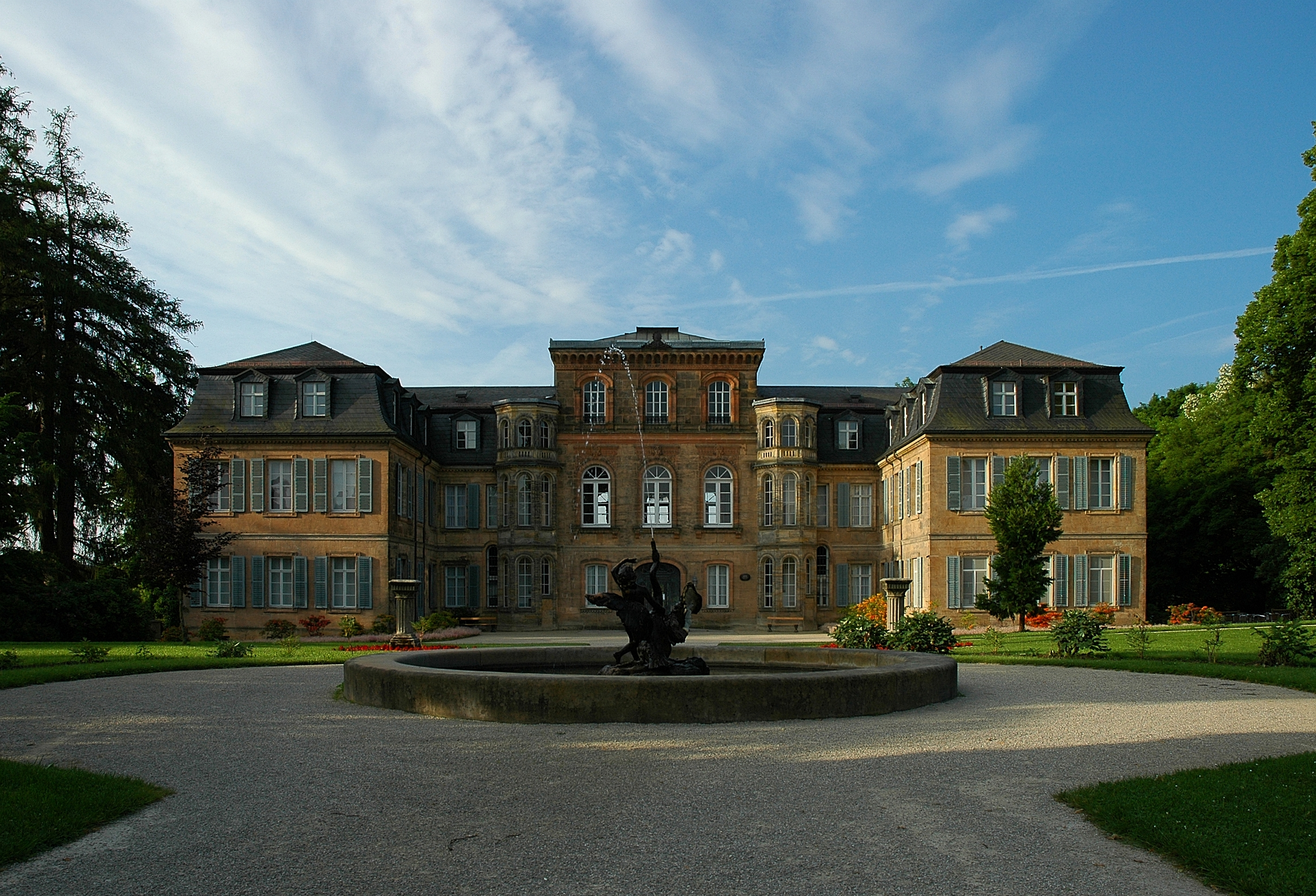
ファンタイジー城（北面）

辺境伯妃エリザベート・フリードリケ・ゾフィー・フォン・ブランデンブルク＝バイロイトは、1758年から1765年にヨハン・ヤーコプ・シュピンドラーによってドンドルフに建造されたファンタイジー城に住んだ。ここには、象嵌細工師のヨハン・フリードリヒ、ハインリヒ・ヴィルヘルムのシュピンドラー兄弟の手によるシュピンドラー・キャビネットが置かれていた。オリジナルは、現在ミュンヘンのバイエルン国立博物館に収められており、ここにはその忠実な模造品が置かれている。
さらに注目すべきは、ノイシュテットライン・アム・フォルシュトにあるバイロイト辺境伯ゲオルク・ヴィルヘルムの城である。
エッカースドルフの聖エギディウス教会も見学する価値がある。現在の高い尖塔を備えた形になったのは1791年のことである。教会東側の現在の聖具室はそれよりもかなり古く（11世紀）元々は聖キリアン礼拝堂であった。1791年の改造までは、聖キリアン礼拝堂は、内陣の役割を果たしており、古いフレスコ画が遺されている。

### 公園
城には、ドイツでも他に類のない、庭園文化の博物館がある。これはバイエルン州が管理している。このため、この城にはドイツの庭園文化を彩った彫刻や絵画収蔵されている。200haの広さの庭園広場ではドイツの庭園の3つの主要な様式を見ることができる。最も古い部分は、1763年の造成にまで遡る。

## 引用
1. ↑  https://www.statistikdaten.bayern.de/genesis/online?operation=result&code=12411-003r&leerzeilen=false&language=de Genesis-Online-Datenbank des Bayerischen Landesamtes für Statistik Tabelle 12411-003r Fortschreibung des Bevölkerungsstandes: Gemeinden, Stichtag (Einwohnerzahlen auf Grundlage des Zensus 2011)
2. ↑  Bayerische Landesbibliothek Online